# Ниршег-Затин
Ниршег - Затин  -   археологічна   культура   епохи бронзи  в  українському  Закарпатті  кінця  3 - початку  2  тис.  до  н.е.   Розглядається   як  пізня   фаза  археологічної  культури  Вучедол.
Назва  культури  походить від  місцевості  у  північно-східній  частині  Угорщини,   де  зосереджена  основна  частина  її   пам'яток  (округ  Саболч-Сатмар-Берег),  а  друга  частина   назви  отримана  від   населеного  пункту  Затин  на  сході  Словаччини.  З  огляду  на  угорські  матеріали,  поховальним  ритуалом   була  кремація  - прах   померлих  ховали  в  урнах  на  ґрунтових  цвинтарях.  На  теренах  України  пам'ятки  цієї  культури   відкрито  у   Верхньотиському  районі,  вони  представлені  поселеннями   Мала Гора  в  Мукачево,  Кругла Гора  в  Дрисиному,   Сомоторська  Гора,  урочище  Легеле  біля  с.Велика Добронь,  Бобове  та  інші.
Племена  культури  Ніршег-Затин  вели   осілий   спосіб   життя. Розташування   поселень  у  родючих   річкових  долинах   сприяло   розвитку   орного   землеробства  і  присадибного  скотарства.  Вирощували   пшеницю  (одно- та двозернянку,  карликову),  ячмінь,  горох  та  сочевицю.  Врожай  збирали  крем'яними  та  кістяними  серпами.  Стадо  складали  велика  та  дрібна  рогата  худоба,  свиня,  собака,  кінь.  Для   поселень   Верхньотиського  району  характерна  висока  топографія  поселень, які  розташовувались  на  плато   невеликих   гір  та  пагорбів,   на  піщаних  дюнах  і  острівцях  серед   боліт.  Деякі  невеликі   поселення,   завбільшки  від  200  до  500  кв.м.,  вочевидь,  були  тимчасовими.    Разом  з  ними   існували  довготривалі   великі   поселення  площею  близько  1  га.  На  поселеннях  влаштовувалися   житлові  і  господарські  споруди - напівземлянки  і   наземні   будинки  з  каркасно-стовповою  конструкцією  прямокутної  або  овальної  форми  завбільшки 7,6 на  5 м.  Усередині  жител  і  біля  них  розташовувались  вогнища  і  господарські  ями.  Матеріальні  залишки  на  поселеннях  складають  кераміка  і  знаряддя  праці,  серед  яких  -  крем'яні  криві  серпи,  ножоподібні  пластини,  пласкі  клиноподібні   сокири,  кам'яні  зернотерки,  кістяні  проколки  і  голки.
Кераміка  вирізняється  розмаїттям   форм  різного  функціонального  призначення,  що   загалом  властиво   культурам  Карпатського  басейну.  Кухонний   посуд  складався  з  плавно  профільованих  горщиків  та  дворучних амфор,  друшляків.  Для  столового  характерні  одноручні  глеки  кулястої  та  біконічної  форми,  конічні  миски  з  пласким  денцем  чи  на  піддоні  або  на  ніжках,  кухлі,  тарелі,  ложки.   Крім  того,  є  чимало  вотивних  мініатюрних  посудинок, що  повторювали  форми  ужиткових,   трапляються  посудини,  що  за  формою  нагадують   птахів.  До   керамічних   виробів  належать  коліщатка  ігашкових   возів,  рурочки,   дископодібні  прясла,  пласкі  скрипкоподібні  ідоли.   Особливу  групу  складають  амфороподібні  поховальні  урни  заввишки  20-70  см,  які  мають  два-чотири  вушка  на  тулубі.  Зазвичай  їх  накривали  конічними  покришками.    Виготовляли  посуд  ліпним  способом,   додаючи  в  тісто   пісок  та  жорству.   Йому   властиві  гарний   випал,  гладка  поверхня  з   м'якою гамою  кольорів   від   темно-сірого  до  брунатного.  Декор  доволі   лаконічний - прокреслені   лінії,  защипи, валики,  начоси,  пунктирні  візерунки.
Хронологічні  межі  культури  Ніршег-Затин  визначаються  від   зламу  3-2  тис. до  н.е.  до  1700 р.  до  н.е.  Своїм   корінням   вона  сягає   пізьньонеолітичних   культур  Бодрогкерестур   і   Баден,   її   формування  відбувалося   за  участю  культури  Коцофені.  У  свою  чергу,   вона  стала  основою  формування  культури   Отомань  кінця   середньої   бронзи,  а  отже,   була  елементом  етнічного  розвитку   населення   східнокарпатського  ареалу,   що  належить  до   північнотракійської   спільності.
Близько  1900 - 1800  рр.  до  н.е.  з   північного  боку  Карпат,  з верхів'їв    Сяну  і   Дністра  в   Закарпаття  переселились   носії   культури   словацьких курганів,   що  деякий   час  співіснували  з   землеробським   населенням   культури  Ніршег-Затин,  а  потім   асимілювалися  в  місцевому  середовищі.